# 瓜畲乡
瓜畲乡是江西省安福县下辖的一个乡。万洋公路贯穿全境，大广高速公路穿境而过。

## 行政区划
瓜畲乡下辖以下地区：
赤岭村、金溪村、新安村、瓜畲村、前村村、田东村、花园村、青陂村、城门村、对江村和里湖村。